# Rob Kruisman
Rob Kruisman (Velsen, 15 oktober 1946 – Amsterdam, 30 augustus 2023) was een bandleider, saxofonist, zanger en multi-instrumentalist. Hij was de drijvende kracht achter Ekseption, de Bintangs, Carlsberg, De Gigantjes en verschillende andere groepen.
Op zijn achtste leerde hij saxofoon spelen bij het Fanfarecorps Wilhelmina te Santpoort, gemeente Velsen. In 1962 sloot hij zich aan bij de schoolband De Jokers. Via The Heavy Beats en The Incrowd kwam hieruit in 1967 de groep Ekseption voort, die aanvankelijk jazz en rhythm-and-blues speelde. Nadat de band met Rick van der Linden de richting van klassieke muziek in een pop-sausje insloeg, werkte hij mee aan gouden plaat-hits als The 5th naar Ludwig van Beethoven, en Air naar Johann Sebastian Bach. 
In 1969 scheidden de wegen en sloeg Kruisman een andere richting in met de bands Island, Modesty Blaise, Brainbox, Panda en Supersister. In 1972-1973 zat hij in de 23ste bezetting van de Bintangs, Nederlands oudste rock-’n-rollband. Zijn groep Carlsberg zette in de jaren 1974-1983 een stevig rockgeluid neer. Kruisman speelde daarnaast bij The Harlem Tigers (1975), de Streetbeats met de jonge Jan Rot (1978) en bij Gruppo Sportivo (1978).
De Gigantjes werden in 1982 opgericht als een gelegenheidsformatie rond Rob Kruisman en Arti Kraaijeveld. De band bestond ruim 18 jaar en specialiseerde zich in doowop en rhythm-and-blues en had een hit met Yaki Taki Oowah (1985). Hij was gastmuzikant bij The Scene en speelde in 1990 mee op hun album Blauw. Zijn Amsterdamse rockformatie Koud Goud was een vervolg op de Gigantjes, deze groep bestond van 2000 - 2006. Tourmanager Peter Heemskerk schreef de teksten, Rob Kruisman de muziek en samen componeerden ze eigenzinnige en gevarieerde Nederlandstalige rock muziek. Naast Kruisman werd de ruggengraat van deze band gevormd door ex-Raggende Manne Marcel Schmidt en Dick Schulte Nordholt met Jerry Loos op gitaar. Daarnaast speelde hij vanaf 1993 incidenteel en vanaf 2000 regelmatig bij Specs Hildebrand & The Living Room Band. Een optreden met deze band in Museum Nic Jonk te Grootschermer op 15 juli 2023 was het eerste optreden in zijn leven dat hij wegens ziekte heeft moeten afzeggen.  
Rob Kruisman stierf bijna zeven weken later aan alvleesklierkanker, thuis in Amsterdam. 